# دونالد غريفز
دونالد غريفز هو مؤرخ عسكري كندي، ولد في 14 فبراير 1949.